# Markham (Illinois)
Markham – miasto w Stanach Zjednoczonych, w stanie Illinois, w hrabstwie Cook.